# Herman Swerting
Herman Swerting, född 1280 Visby, död 1342, var en hanseatisk köpman och rådman.  
Han var son till en från Rostock inflyttad köpman. Swerting blev rådman och borgmästare i Visby 1318, sedan dömd till döden och avrättad genom halshuggning 1342. Hans söner Simon och Gregor lät sedermera bygga ett höggotiskt gravkapell i Mariakyrkan till hans ära.